# Hegeno
Hegeno (amharisch ሄገኖ, ሔገኖ) war im Mittelalter für wenige Jahre der Titel für die kaiserlichen Verwalter der islamischen Grenzgebiete im Südosten des kaiserlichen Äthiopien. Vor der Einsetzung dieser Verwalter führten die islamischen Herrscher und Stammesfürsten dieser Gebiete den Titel des Gerad. Nachdem Kaiser Zara Yaqob (1434 – 1468) mit seinem Plan, den Gerad von Bali durch Heirat mit seiner Schwester enger an Äthiopien zu binden, gescheitert war, ließ er die Gebiete aller Gerad kurzerhand militärisch besetzen. Er schaffte den Titel Gerad ab und ersetzte ihn durch den des Hegeno, den kaiserlichen Verwalter. Um den offensichtlichen Eindruck einer christlichen Verwaltung der islamischen Gebiete zu vermeiden, wurden vom Kaiser ausschließlich Muslime zu Hegenos ernannt. Allerdings schaffte Kaiser Beyde Maryam I. (1468–1478), der Nachfolger von Zera Yaeqob, den Titel des Hegeno wieder ab und führte den Titel des Gerad erneut ein.